# Беговая память
Беговая память (англ. racetrack memory, domain-wall memory (DWM)) — тип энергонезависимой памяти, разрабатываемый компанией IBM. Принцип записи в ней основан на перемещении магнитных доменов в нанотрубках с помощью спиновых токов. Размеры магнитных доменов были значительно уменьшены благодаря достижениям в области спинтронных магнитно-резистивных устройств и материалов, так как меньший размер домена обеспечивает более высокую плотность записи. Первый 3-битный успешный образец был продемонстрирован в 2008 году. Предполагается, что такая память обеспечит значительно бо́льшую плотность записи, чем современные USB-флеш-накопители и жёсткие диски. Кроме этого, также значительно возрастет скорость чтения/записи. Возможно, в будущем эта технология будет использоваться при создании универсальной памяти.
Одной из трудностей является экспериментально обнаруженная низкая скорость перемещения магнитных доменов по нанотрубкам. Было установлено, что на скорость передвижения влияют неоднородности (примеси) в самих трубках. В настоящее время ведутся работы по созданию свободных от примесей нанотрубок, которые смогут обеспечить макроскопическую скорость передвижения порядка 110 м/с.
По современным представлениям беговая память должна обеспечить задержку чтения/записи 20—32 нс. Планируется улучшить этот показатель до 9,5 нс. У жёстких дисков этот показатель составляет 107 нс, для современной оперативной памяти DRAM — 20—30 нс.
Магнитные домены перемещаются вдоль пермаллоевых наноскопических трубок толщиной 100 нм и длиной 200 нм. Когда домен проходит мимо магнитных головок, расположенных вдоль трубки, он ориентируется согласно заданной последовательности битов, таким образом обеспечивая запись.
Этот концепт близок к магнитноэлектронным запоминающим устройствам (англ. bubble memory) 1960—1970-х годов. Однако ещё раньше на похожем принципе работала память на линиях задержки (англ. delay memory), которая использовалась в компьютерах UNIVAC и EDSAC.